# Wickstrands favorit
Wickstrands favorit är en äppelsort vars ursprung är Södermanland, Sverige. Äpplet är stort med ett mestadels närmast ljusgrönt skal. Köttet som är sött har en aning kryddig smak. Wickstrands favorit, som främst är ett ätäpple, mognar i oktober och kan därefter förvaras till december. I Sverige odlas Wickstrands favorit gynnsammast i zon 1-3.